# Wilhelm Maria Rizzi
Wilhelm Maria Rizzi (* 18. Mai 1802 in Tiefencastel, Kanton Graubünden, heimatberechtigt in Cazis; † 5. Juni 1858 in Cazis) war ein Schweizer Porträt- und Kirchenmaler.

## Leben und Werk
Rizzi, dessen Vorfahren um 1785 aus Chiavenna nach Tiefencastel ausgewandert waren, erlernte sein Malerhandwerk in Mailand. Nach seiner Rückkehr schuf er zahlreiche Porträts von Bündner Persönlichkeiten und führte private Aufträge für Wandmalereien aus. Rizzi schuf zudem 1820 das Wappen am Unteren Tor in der Stadt Chur und 1827 das Deckengemälde der Pfarrkirche in Cazis, sein wohl bekanntestes Werk.
Rizzi war mit der aus Augio stammenden Maria, geborene Ronco (oder Runchi) verheiratet. Ihre fünf Söhne wurden alle Flach- oder Dekorationsmaler. Der zweite Sohn war Johann Anton Rizzi.
In Cazis fand am 23. November 2013 die Einweihung der Gedenktafel für Wilhelm Maria Rizzi und Johann Anton Rizzi statt.